# Veronika Fischer

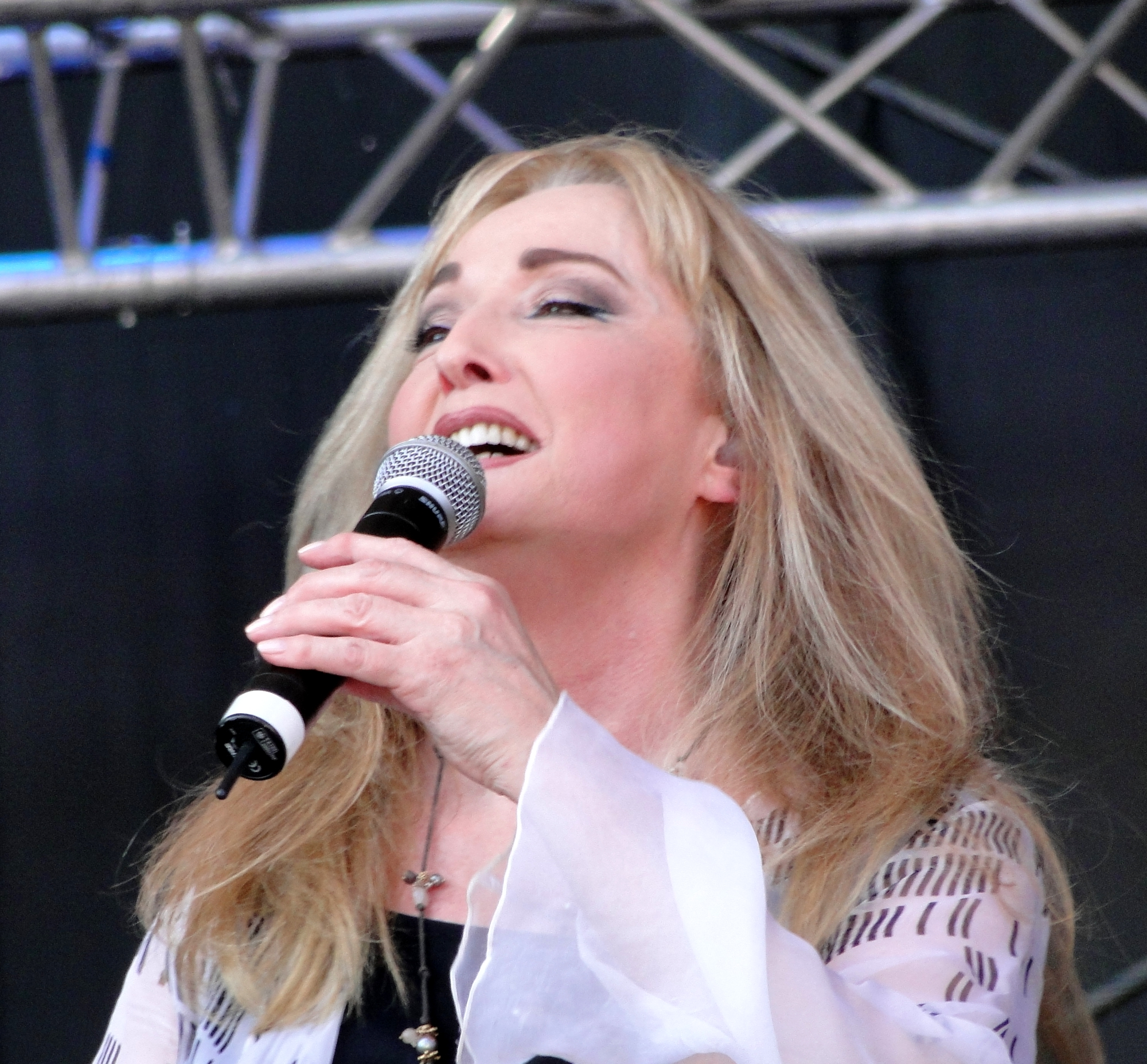
Veronika Fischer 2011

Veronika Fischer (* 28. Juli 1951 in Wölfis; auch Vroni genannt) ist eine deutsche Sängerin.

## Leben
Fischer wurde im thüringischen Wölfis (bei Gotha) geboren. Sie begann 1968 ein Gesangsstudium an der Dresdner Musikhochschule Carl Maria von Weber bei Hanns-Herbert Schulz. Nebenbei trat sie mit verschiedenen Bands auf, etwa mit der Fred-Herfter-Combo und 1970 mit der Stern-Combo Meißen. 1973 erschien ihre erste, Jazzrock-orientierte Langspielplatte mit der Gruppe Panta Rhei, bei der unter anderem Herbert Dreilich, Ed Swillms und Henning Protzmann mitwirkten, die später die Gruppe Karat gründeten. Die Titel Nachts und Blues waren in Hitparaden wie der Beatkiste erfolgreich.
Fischer schloss 1973 das Musikstudium mit dem Staatsexamen als Solistin für Chanson und Musical ab. Ein Jahr später gründete sie die Gruppe Veronika Fischer & Band. In dieser Band war Franz Bartzsch (Klavier, Keyboard, Gesang) für die meisten Kompositionen und Arrangements verantwortlich. Auf der LP Veronika Fischer & Band wirkte auch der Gitarrist und Sänger Johannes Biebl mit. Im Jahr 1974 erschien der Blues von der letzten Gelegenheit, der auch auf zahlreichen Kompilationen veröffentlicht wurde. Ihr erstes Solo-Album erschien 1975, als sie mit In jener Nacht auch den ersten Platz der Jahreshitparade belegte. Ihre folgenden Amiga-Platten verkauften sich mehr als 1,5 Millionen Mal, so dass Fischer zur erfolgreichsten Interpretin der DDR avancierte. 1977 trennte sich die Begleitband von Fischer, um eine Solokarriere als 4 PS zu starten. Veronika Fischer formierte eine neue Band um Thomas Natschinski. Ab 1979 arbeitete sie erneut kurzfristig mit Franz Bartzsch zusammen. Ende der 1970er Jahre wirkte sie bei zwei Alben von Reinhard Lakomy mit Musik für Kinder mit (Geschichtenlieder 1978 und Der Traumzauberbaum 1980). 1979 kam ihr Sohn Benjamin zur Welt.

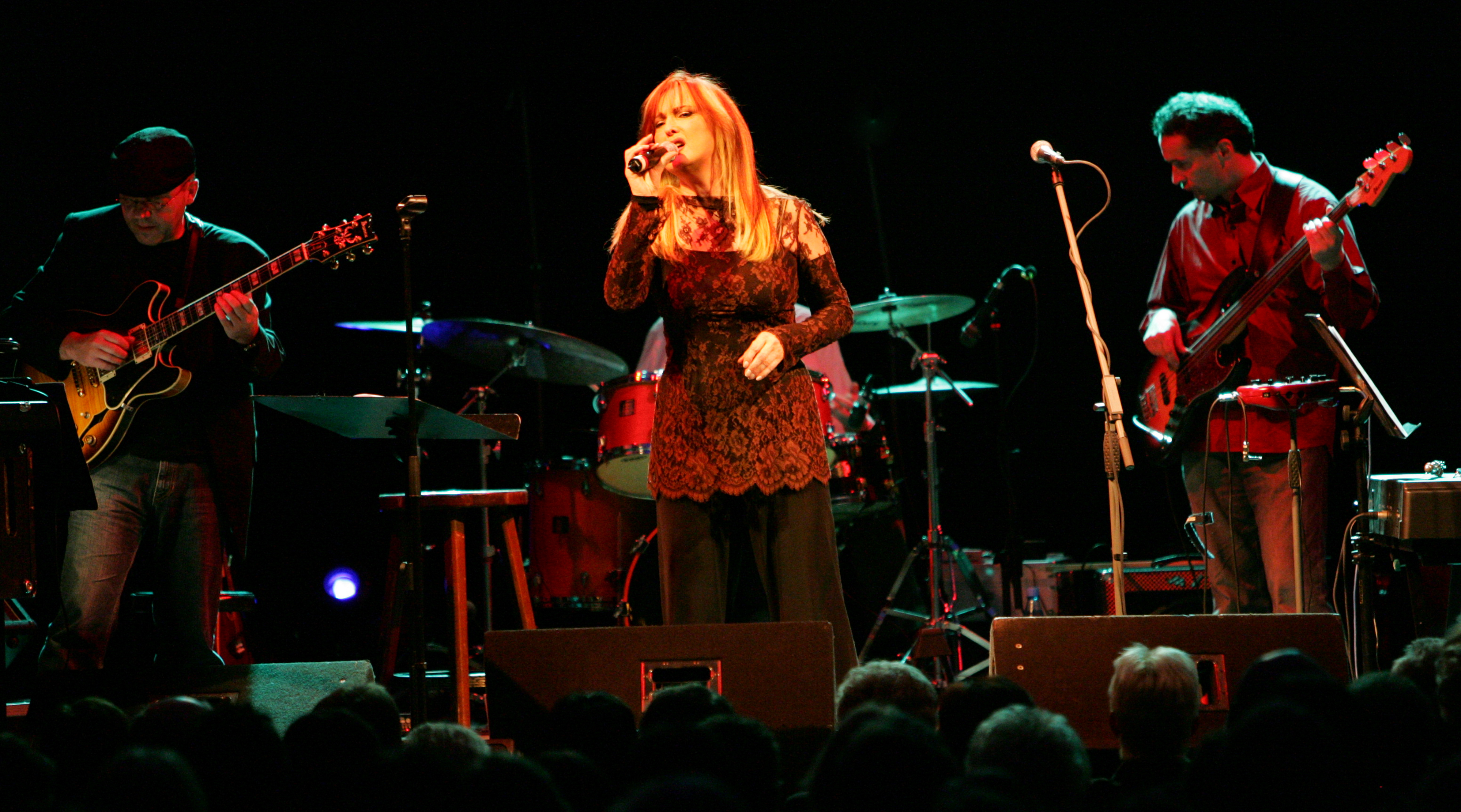
Veronika Fischer beim Konzert in der Sparkasse Eberswalde, 2006

1981 verließ Veronika Fischer die DDR und siedelte nach West-Berlin über, nachdem ihr Hauskomponist Franz Bartzsch und ihr damaliger ungarischer Ehemann Lászlo Kleber ebenfalls die DDR verlassen hatten. Bei WEA erschien im gleichen Jahr die Langspielplatte Staunen. Es folgten weitere Alben, aber Veronika Fischer konnte in Westdeutschland nicht an den Erfolg anknüpfen, den sie in der DDR hatte. 1983 nahm sie an der bundesdeutschen Vorentscheidung zum Eurovision Song Contest teil. Ihr Titel Unendlich weit erreichte den elften und damit vorletzten Platz. Achtungserfolge brachten später Titel wie Am Abend vor dem Sturm, Ein Gefühl wie das Leben und Du willst deinen Spaß.
Bereits kurz nach der Maueröffnung gastierte Fischer erfolgreich im DDR-Fernsehen und gibt seit 1990 wieder Konzerte im Osten Deutschlands.
Auf ihrem Album Was ist dabei veröffentlichte sie 1993 Sohn meiner Nachbarin, eine Coverversion des 1968 von Dusty Springfield eingespielten Liedes Son of a Preacher Man. Mit Träumer wie wir, der Version eines Songs von Renft-Texter Gerulf Pannach, war sie 1995 in der ZDF-Hitparade zu sehen. Sie sang das Kindermusical Das Kind und der Kater und veröffentlichte weitere Alben, darunter eines mit Kinderliedern und eine Weihnachts-CD. Seit einiger Zeit arbeitet sie mit der Berliner Textautorin und Schriftstellerin Gisela Steineckert zusammen. Aus dieser Zusammenarbeit entstanden neue Lieder sowie eine Biografie von Veronika Fischer. Im Herbst 2008 erschien ihr 20. Album, Unterwegs zu mir.
2013/15 wurde Fischers Antrag nach dem VwRehaG auf Beteiligung an den Verkaufserlösen ihrer vier in der DDR erschienen Langspielplatten abgelehnt – bestätigt durch das Verwaltungsgericht Berlin.

## Bedeutung und Stil
Veronika Fischer gehört zu den deutschen Stars der Unterhaltungsmusik, die seit Jahrzehnten erfolgreich sind. Besonders populär war sie in der DDR. Auch heute ist sie in Ostdeutschland deutlich bekannter als im Westen.
Veronika Fischer verfügt über eine warme Altstimme, die jedoch auch sehr schneidend sein kann.

## Auszeichnungen
- 1975: „Erster Preis national“ beim Internationalen Schlagerfestival Dresden für Daß ich eine Schneeflocke wär
- 1976: „Bernsteinnachtigall“ beim Internationalen Liederfestival in Sopot/Polen für Ich rufe dich
- 1979: Kunstpreis der DDR

## Diskografie

### Studio- und Livealben
- 1975: Veronika Fischer & Band (Amiga)
- 1976: Veronika Fischer & Band (Amiga)
- 1977: Sommernachtsball (Veronika Fischer. POOL-Teldec)
- 1978: Aufstehn (Veronika Fischer & Band; Amiga)
- 1980: Goldene Brücken (Veronika Fischer & Band; Amiga und Pool-Teldec)
- 1981: Staunen (WEA)
- 1983: Unendlich weit (WEA)
- 1984: Sehnsucht nach Wärme (WEA, 1990 auch bei Convoy/Karussell)
- 1987: Spiegelbilder (WEA)
- 1989: Veronika Fischer (WEA)
- 1993: Was ist dabei (Polydor)
- 1995: Träumer (Polydor)
- 1997: Mehr in Sicht (Polydor)
- 1997: Das Kind & der Kater (Kindermusical) (Polydor)
- 1999: Meine schönsten Kinderlieder (Universal)
- 2001: Tief im Sommer (Buschfunk)
- 2002: Live in Berlin – Jubiläumskonzert am 28. Juli 2001 mit Gästen (Buschfunk)
- 2004: Dünnes Eis (SPV)
- 2007: Weihnachten wieder daheim (Buschfunk)
- 2008: Unterwegs zu mir (DA)
- 2011: Zeitreise (Koch Universal)
- 2018: Woher Wohin (Telamo)

### Best-Of-Alben und Kompilationen
- 1990: Die frühen Jahre (Musicando)
- 1991: Gefühle (WEA)
- 1992: Rock aus Deutschland Ost vol.13 Veronika Fischer (DSB)
- 1996: Meine Lieder (Ariola)
- 1996: In Liebe – Meine schönsten Balladen (Hansa/Amiga)
- 1996: Ein Gefühl wie das Leben (WEA)
- 2001: Meisterstücke (Polydor)
- 2001: Die großen Hits 1971–2001 (Sony/Amiga)
- 2006: Das Beste von Veronika Fischer (Doppel-CD)
- 2006: Veronika Fischer 35 (CD-Box-Set)
- 2006: Festlich klingende Weihnachten mit Veronika Fischer (Superillu-CD, VIAS VE 06105)[6]
- 2011: Balladen (DA)

### Singles
- 1974: Und wer bist du / Blues von der letzten Gelegenheit (Amiga)
- 1975: In jener Nacht / Abendlied (Amiga)
- 1975: Klavier im Fluß / Als ich noch ein Kind war (Amiga)
- 1975: Auf der Wiese / Zu groß der Hut (Amiga)
- 1976: Nein, Doktor, nein / Ich rufe dich (Amiga)
- 1977: Sommernachtsball / Hans im Glück (Amiga)
- 1977: … und du siehst fort / Zigarettenblues (Amiga)
- 1978: Sommer unter Freunden / Meiner Schuhe Ausgang (Amiga)
- 1979: Zeit für ein Kind / Der Vagabund (Amiga)
- 1979: Weihnachten wieder daheim / Hast du einen Freund (Pool-Teldec)
- 1981: Halt mich fest / Er weint nur, wenn’s keiner sieht (WEA)
- 1982: Und doch bleibt ein Zaun ein Zaun / Staunen (WEA)
- 1983: Am Abend vor dem Sturm / Partner (WEA)
- 1983: Unendlich weit / Wir beide gegen den Wind (WEA)
- 1984: Du willst deinen Spaß / Blumenverkäuferin (WEA)
- 1985: Sehnsucht nach Wärme / Unter die Haut (WEA)
- 1987: Ein Wort zuviel / Walzer (WEA)
- 1988: Ein Gefühl wie das Leben / Wart’ auf den Zauberer (WEA)
- 1989: Hey du / Du kannst bleiben (WEA)
- 1989: Ich verzeih’ dir / Nummer 1 (WEA)
- 1991: Nicht zu retten (mit Edo Zanki) / Wie geht’s weiter (WEA)
- 1991: Sehnsucht nach dir / Wo sind die schönen Spiele hin (WEA)
- 1993: Sehnsucht / Regentropfen (Polydor)
- 1993: Der Sohn meiner Nachbarin / Trenchcoatmann (Polydor)
- 1993: Was ist dabei / Es war ein Land (Polydor)
- 1994: Ich hab’ geträumt / Niemals mehr / Mauern geh’n (Polydor)
- 1995: Träumer wie wir / Illusionen (Polydor)
- 1995: Verlorenes Herz / Sag dem Wind … / Weit über’s Meer (Polydor)
- 1996: Abflug in die Stadt / Sag dem Wind … / Ich warte / Titelmelodie aus ‚Die Tote von Amelung‘ (Polydor)
- 1996: Auf der Wiese (Neuaufnahme) / Zeit der Züge (Polydor)
- 1997: Sonnenschein im Haar / In deiner Hand (Polydor)
- 1997: Viel zu nah / Daß ich eine Schneeflocke wär (Neuaufnahme) (Polydor)
- 1998: Ich muß dich seh’n / Zigaretten hol’n / Prinzen (Polydor)

### Mitwirkungen
- 1973: Panta Rhei (Amiga)
- 1977: Berlin – Lieder einer großen Stadt (Amiga) (Musik aus dem DEFA-Dokumentarfilm Liebeserklärung an Berlin)
- 1978: Reinhard Lakomy’s Geschichtenlieder (Amiga)
- 1980: Der Traumzauberbaum (Amiga)
- 1981: Die frühen Jahre: Panta Rhei (Amiga)
- 2001: Der Traumzauberbaum 2 – Agga Knack, die wilde Traumlaus (Ravensburger)

## Autobiografische Werke
- mit Manfred Maurenbrecher: Das Lügenlied vom Glück. Erinnerungen. Heyne, München 2013, ISBN 978-3-453-20026-5.
- Woher Wohin. Erinnerungen. Neues Leben, Berlin 2018, ISBN 978-3-355-01871-5.